# كارلوس ميلينديز راميريز
كارلوس ميلينديز راميريز (بالإسبانية: Carlos Meléndez)‏ (و. 1861 – 1919 م) هو سياسي من السلفادور .